# بار (فیلم)
بار (اسپانیایی: El bar‎) یک فیلم دلهره‌آور کمدیِ سیاه به کارگردانی آلکس د لا ایگلسیا است که در سال ۲۰۱۷ منتشر شد. این فیلم در شصت و هفتمین جشنواره بین‌المللی فیلم برلین به نمایش درآمد.

## بازیگران
- ماریو کاساس
- بلانکا سوآرس
- آلخاندرو آوادا
- کارمن ماچی
- ترله پابز
- سکون د لا روسا
- خواکین کلیمنت